# Víctor Cuesta
Víctor Cuesta (La Plata, 1988. november 19. –) argentin válogatott labdarúgó, a brazil bajnokságban szereplő SC Internacional és az argentin válogatott védője.

## Pályafutása

### A válogatottban
Az válogatottban 2016-ban mutatkozott be. Részt vett a 2016-os Copa Américán.

## Sikerei, díjai
Arsenal Sarandí
- Argentin bajnok Clausura (1): 2012
- Argentin labdarúgókupa-győztes (1): 2012-13

CA Independiente
- Argentin labdarúgókupa-győztes (1): 2013-14